# Asabea Britton
Helen Asabea Sophia Britton, född 5 juli 1988 i Matteus församling i Stockholm, är en svensk barnmorska som använder sociala medier för att sprida kunskap om graviditet, förlossning, amning och andra frågor inom reproduktiv hälsa.

## Biografi
Britton är född och uppväxt i centrala Stockholm. På grund av föräldrarna Sven Brittons och Hannah Akuffos utlandsarbete tillbringade hon även delar av sin barndom i Ghana, Etiopien och Uganda. Hon har fyra syskon, bland andra halvbröderna Claes Britton och Tom Britton. Hon har tre barn tillsammans med sin make skribenten Amat Levin.
Hon utexaminerades 2018 från barnmorskeprogrammet vid Karolinska institutet och arbetade 2020 på en ungdomsmottagning.
Sedan 2018 skriver Britton om frågor kopplat till graviditet, förlossning och amning på sociala medier. Utöver Instagram skriver hon också längre artiklar på sin blogg samt driver podden Systrarna Britton tillsammans med sin syster, doulan Opokua Britton. Podden kretsar kring ämnen som graviditet, förlossning, post partum, föräldraskap, småbarnsliv och sex. Systrarna håller även i förlossningsförberedande kurser inspirerad av hypnobirthing tillsammans. Britton är engagerad i debatten kring en säker förlossningsvård och arbetsförhållandena för barnmorskor i Sverige.
År 2022 debuterade Britton som författare med barnboken Hur blev jag till? Och hur kom jag ut?. Under hösten samma år utkom hon och systern Opokua Britton med boken Föda : En handbok i mentala fysiska förberedelser.

## Priser och utmärkelser
- 2019 - RFSU Stockholms Eldsjälspokal[12]
- 2020 - Årets folkbildarmamma[13]